# Nina Klenovska
Nina Klenovska, née Kadeva le 7 mai 1980 à Bansko, est une biathlète bulgare.

## Biographie
De 1998 à 2000, elle court les Championnats du monde junior, remportant la médaille de bronze de la poursuite en 2000.
Dès l'hiver suivant, elle prend part à la Coupe du monde. En 2002, elle inscrit ses premiers points dans cette compétition avec une 29e place à l'individuel d'Antholz. Plusieurs mois plus tard, elle se retrouve son premier et seul podium en Coupe du monde à l'occasion du relais de Pokljuka, avant de connaître sa première sélection en championnat du monde à Khanty-Mansiïsk, où elle est notamment septième du relais.
En 2006, elle participe aux Jeux olympiques de Turin, où elle est 54e de l'individuel, puis gagne une médaille d'argent en relais aux Championnats d'Europe.
La saison 2009-2010, voit son retour dans les points en Coupe du monde et sa participation aux Jeux olympiques de Vancouver, où elle est 62e du sprint et 48e de l'individuelle.
En 2011, elle améliore son meilleur résultat dans l'élite avec une 24e place au sprint d'Antholz.
En 2012, Nina Klenovska met à terme à sa carrière sportive.

## Palmarès

### Jeux olympiques d'hiver
| Épreuve / Édition      | Individuel | Sprint | Poursuite | Départ en ligne | Relais |
| ---------------------- | ---------- | ------ | --------- | --------------- | ------ |
| JO 2006 Turin          | 54e        | —      | —         | —               | —      |
| JO 2010 Vancouver 2010 | 48e        | 62e    | —         | —               | —      |

Légende :
- — : pas de participation à l'épreuve.

### Championnats du monde
| Épreuve / Édition                | Individuel                       | Sprint                           | Poursuite                        | Départ en masse                  | Relais                           | Relais mixte                     |
| Mondiaux 2003 Khanty-Mansiïsk    | 50e                              | -                                | -                                | -                                | 7e                               | Épreuve inexistante à cette date |
| Mondiaux 2004 Oberhof            | 68e                              | -                                | -                                | -                                | -                                | Épreuve inexistante à cette date |
| Mondiaux 2005 Hochfilzen         | 79e                              | 61e                              | -                                | -                                | 9e                               | Épreuve inexistante à cette date |
| Mondiaux 2006 Pokljuka           | Épreuve inexistante à cette date | Épreuve inexistante à cette date | Épreuve inexistante à cette date | Épreuve inexistante à cette date | Épreuve inexistante à cette date | 20e                              |
| Mondiaux 2007 Antholz-Anterselva | 68e                              | 59e                              | 63e                              | -                                | 16e                              | -                                |
| Mondiaux 2009 Pyeongchang        | 72e                              | 86e                              | -                                | -                                | 19e                              | -                                |
| Mondiaux 2010 Khanty-Mansiïsk    | Épreuve inexistante à cette date | Épreuve inexistante à cette date | Épreuve inexistante à cette date | Épreuve inexistante à cette date | Épreuve inexistante à cette date | 15e                              |
| Mondiaux 2011 Khanty-Mansiïsk    | 76e                              | 66e                              | -                                | -                                | 12e                              | -                                |
| Mondiaux 2012 Ruhpolding         | 50e                              | 84e                              | -                                | -                                | 17e                              | 22e                              |

Légende :

 :épreuve inexistante

- : n'a pas participé à l'épreuve

### Coupe du monde
- Meilleur classement général : 64e en 2003.
- Meilleur résultat individuel : 24e.
- 1 podium en relais : 1 troisième place.

#### Classements en Coupe du monde
| Année     | Classement général final | Sprint | Poursuite | Individuel | Mass start |
| 2001-2002 | 84e                      | -      | -         | 62e        | -          |
| 2002-2003 | 64e                      | -      | -         | 46e        | -          |
| 2004-2005 | 81e                      | -      | -         | 57e        | -          |
| 2009-2010 | 74e                      | 70e    | -         | 66e        | -          |
| 2010-2011 | 65e                      | 53e    | 74e       | 66e        | -          |

### Championnats d'Europe
- Médaille d'argent du relais en 2006.

### Championnats du monde junior
- Médaille de bronze de la poursuite en 2000.